# Macrognathus aral
Macrognathus aral är en fiskart som först beskrevs av Bloch och Schneider, 1801.  Macrognathus aral ingår i släktet Macrognathus och familjen Mastacembelidae. IUCN kategoriserar arten globalt som livskraftig. Inga underarter finns listade i Catalogue of Life.